# Landsorganisationen i Sverige
De Landsorganisationen i Sverige (LO) is een Zweedse vakbond met ongeveer 1,5 miljoen leden.
Ze is aangesloten bij het IVV en de EVV en is op haar beurt de overkoepelende organisatie van 14 vakcentrales.

## Structuur

### Voorzitters
| Voorzitter               | Aangetreden | Afgetreden |
| ------------------------ | ----------- | ---------- |
| Fredrik Sterky           | 1898        | 1900       |
| Herman Lindqvist         | 1900        | 1920       |
| Arvid Thorberg           | 1920        | 1930       |
| Edvard Johanson          | 1930        | 1936       |
| Albert Forslund          | 1936        | 1936       |
| August Lindberg          | 1936        | 1947       |
| Axel Strand              | 1947        | 1956       |
| Arne Geijer              | 1956        | 1973       |
| Gunnar Nilsson           | 1973        | 1983       |
| Stig Malm                | 1983        | 1993       |
| Bertil Jonsson           | 1994        | 2000       |
| Wanja Lundby-Wedin       | 2000        | 2012       |
| Karl-Petter Thorwaldsson | 2012        | heden      |

### Vakcentrales
- Fastighetsanställdas förbund
- GS Facket för skogs-, trä- och grafisk bransch
- Handelsanställdas förbund
- Hotell- och restaurangfacket
- Industrifacket Metall
- Livsmedelsarbetareförbundet
- SEKO
- Svenska byggnadsarbetareförbundet
- Svenska Elektrikerförbundet
- Svenska kommunalarbetareförbundet
- Svenska musikerförbundet
- Svenska målareförbundet
- Svenska pappersindustriarbetareförbundet
- Svenska Transportarbetareförbundet